# Родяково
Родяково — деревня в городском округе Навашинский Нижегородской области России.

## География
Деревня находится в юго-западной части Нижегородской области, в пределах западной части Приволжской возвышенности, в зоне хвойно-широколиственных лесов, при автодороге 22Н-2702, на расстоянии приблизительно 21 километра (по прямой) к востоку от Навашина, административного центра района. Абсолютная высота — 106 метров над уровнем моря.
Климат
Климат характеризуется как умеренно континентальный, с умеренно холодной зимой и тёплым относительно коротким летом. Среднегодовая температура — 3,6 °C. Средняя температура воздуха самого тёплого месяца (июля) — 17,9 °C (абсолютный максимум — 37 °C); самого холодного (января) — −12,3 °C (абсолютный минимум — −40 °C). Продолжительность безморозного периода составляет около 206 дней. Снежный покров держится в среднем 154 дня.
Часовой пояс
Деревня Родяково, как и вся Нижегородская область, находится в часовой зоне МСК (московское время). Смещение применяемого времени относительно UTC составляет +3:00.

## Население
| 2002 | 2010 |
| ---- | ---- |
| 295  | ↘216 |

Национальный состав
Согласно результатам переписи 2002 года, в национальной структуре населения русские составляли 100 % из 295 чел.